# Вайгель, Валентин

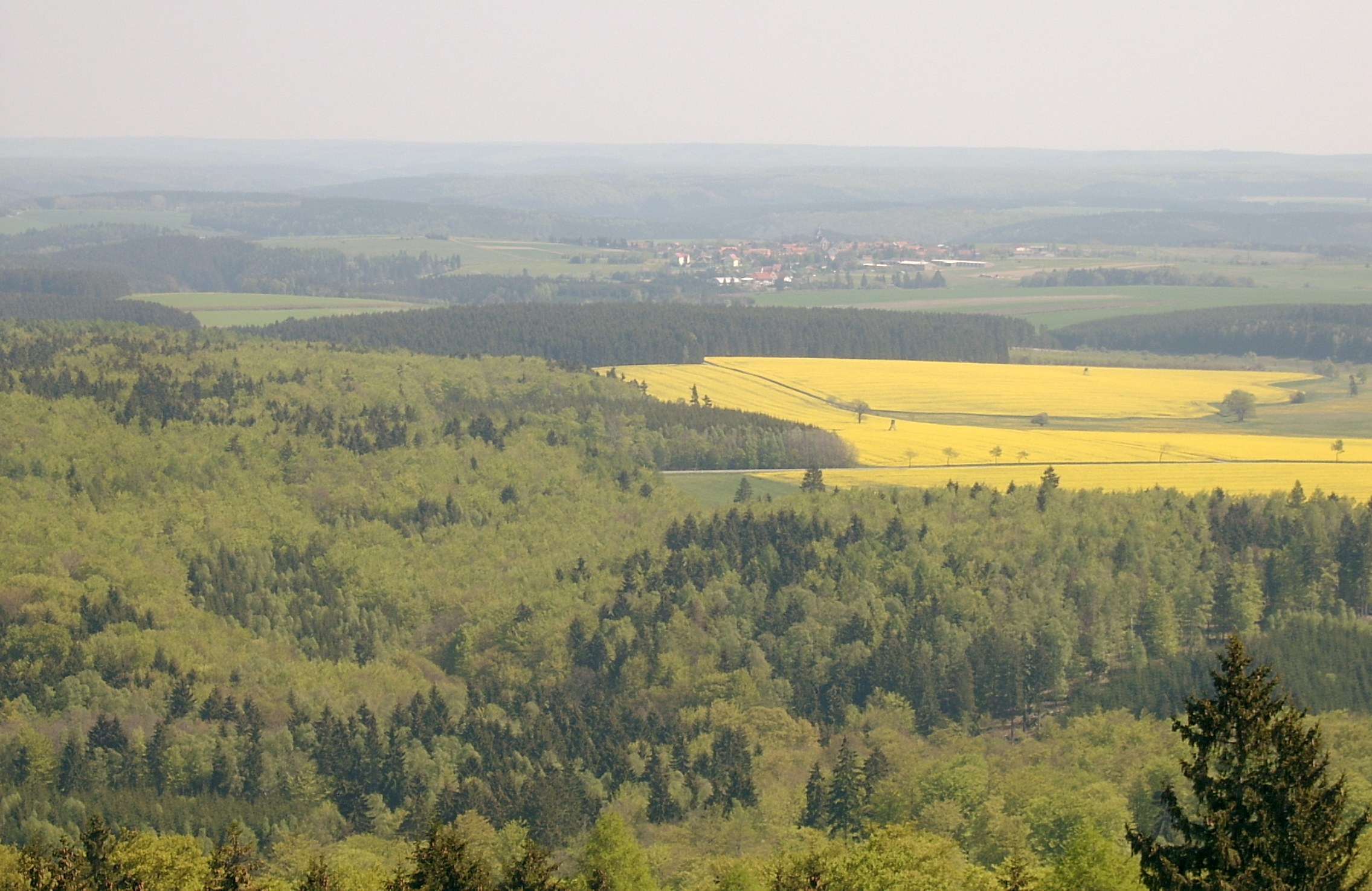
Вид на Хайн

Валентин Вайгель (Вейгель; нем. Valentin Weigel, 7 августа 1533, Гросенхайн — 10 июня 1588, Чопау) — саксонский протестантский богослов, христианский мистик и философ.
Вайгель учил, что истинное познание может дать только внутреннее просвещение, возникающее из общения со Святым Духом («внутреннее слово»); требовал, чтобы в людях умер «ветхий» человек, а возродился и жил Христос, так как только в таком соединении верующего с Христом и заключается истинная жизнь. Основанием его мистического учения было сложное сочетание идей Парацельса, средневековой церковной мистики и ранних протестантских спиритуалистов. Его сочинения печатались уже посмертно (1609—1621). Оказал существенное влияние на Иоганна Арндта. Имел много последователей (вейгелианцы — разнообразные секты в Германии, преимущественно спиритуалистического и теософского направлений), которые подвергались преследованиям. Сочинения Вайгеля не раз сжигались.

## Биография
Валентин Вайгель родился 7 (предположительно) августа 1533 г. в Гросенхайне (Саксония). О его родителях ничего достоверного не известно. С 1549 по 1554 учился в Мейсене, затем с 1554 по 1559 г. — в Лейпцигском университете, где получил степень магистра. Увлекался математикой и астрономией. Получив стипендию саксонского курфюрста, с 1563 по 1567 г. обучался (и, возможно, преподавал) на теологическом факультете Виттенбергского университета. В 1567 г. назначен настоятелем городской церкви г. Чопау в Рудных горах. Рукоположён ректором Виттенбергского университета и генерал-суперинтендантом Паулем Эбером. В 1565 г. вступил в брак с Катариной Байх. Дети: дочь Теодора (род. 1569), сыновья Натанаель (род. 1571) и Кристиан (род. 1573). Содержание его проповедей вызвало нарекание, так что в 1572 г. он был вынужден письменно защищаться, написав книгу «Об истинной спасительной вере», в которой пытался привести свои мистические взгляды в согласие с учением современной ему лютеранской ортодоксии. В дальнейшем к его служению претензий не возникало. В 1577 году подписал Формулу Согласия. В жизни отличался крайней нестяжательностью. Снискал любовь и уважение своих прихожан; благодарная память о нём сохранялась долгие годы. Умер 10 июня 1588 г., похоронен в городской церкви Цшопау.

## Творчество
Испытал влияние Таулера, Парацельса, Швенкфельда, Себастьяна Франка, Озиандера; в значительной степени повлиял на Якоба Бёме и опосредованно на немецкую классическую философию. Его сочувственно упоминает Лейбниц в «Теодицее».
Творчество Вайгеля условно делится на три периода: с 1570 по 1572/3 — ранний период, основная характеристика которого — разработка своеобразной теории познания («gnōthi seauton») и согласование мистики и церковного лютеранства. Второй период — 1573/4 — 1578 — характеризуется повышенным интересом к натурфилософии. В 1577 году Вайгель был вынужден подписать «Formula Concordiae», своё несогласие с которой он отобразил в произведениях этого года «О жизни Христовой» и полным кругом «Kirchen- oder Hauspostille», само название которых — явный выпад против Лютера. Третий период — c 1578 по 1584 г., начавшийся повторным обращением к вопросам теории познания («Der güldene Griff»), отличается всё более усиливающейся критикой лютеранской ортодоксии. В 1584 году он пишет свой главный труд «Диалог о христианстве», в котором настаивает на приоритете «внутреннего слова» и внутренней мистической жизни перед какой бы то ни было институциональной церковностью и даже перед Священным Писанием. В своём творчестве Вайгель формулирует учение о невидимой Церкви, о непротивлении злу насилием, о принципиальной нестяжательности, о недопустимости религиозных войн, о веротерпимости и проч. Все свои произведения Вайгель писал «в стол», они были опубликованы только начиная с 1610-х годов и оказали сильнейшее влияние на церковное общество того времени: для ортодоксального лютеранства Вайгель стал «хуже Папы», его сочинения сжигались, а приверженцы жестоко преследовались. Язык сочинений Вайгеля ясен, ярок и образен.
По мнению пиетиста Георга Христиана Кнаппа, вайгелевское представление о Троице является сабеллианским.  Вайгель полагает, что «Сам для Себя, без отношения к творению, Бог остается безличным, Он не есть ни Отец, ни Сын, ни Дух, но лишь покоящаяся вечность. Только в творении и через творение Он становится личностным, действующим, волящим и выступает в отношении к миру как Отец, Сын и Дух». Такие представления о Троице во многом совпадают с тринитарными представлениями английского математика Джона Валлиса, для которого «божественные ипостаси суть только модусы или отношения Бога к Его творениям».

## Вайгель о «невидимой церкви»
«Есть две церкви на земле: человеческая церковь, которая собирается и защищается учениями и силами человеческими, и Божия Церковь, собираемая и управляемая Духом Святым. Сущие в человеческой церкви имеют множество учителей и глав и разделены на множество частей. Для одних глава, учитель и управитель – Кальвин, для других – Папа, для тех – Филипп , для этих – Лютер. Каждая партия располагается в своей стране и имеет свои храмы и особые обряды. Те, кто под Кальвином, заявляют: мы – подлинная Церковь, у нас – истина. Приверженцы Папы говорят: мы – истинная католическая Церковь, все остальные – еретики. Лютеране провозглашают: здесь Христос, мы – настоящая Церковь, кальвинисты вне Церкви, etc. И каждое сообщество претендует на то, чтобы быть Церковью, утверждая, что только в их руках ключи от Царства Небесного. Но верующие в Церкви Божией не имеют своим главою и учителем ни Кальвина, ни Папу, ни Лютера, ни Филиппа. И объединены верующие не в какой-то определённой стране, но собраны они в Духе, по телу же они рассеяны во всём мире, как пшеница среди плевелов. Таким образом, много благочестивых сердец среди кальвинистов, много христиан среди папистов, также много верующих у лютеран, то же – и у турок . Ибо христианин определяется не по плоти или по месту или по обряду, но по духу в вере. 
Человеческую церковь можно назвать «многоголовой церковью», ибо у неё много предстоятелей и глав; каждая часть имеет свою главу, свой образ мыслей и действий. Но Божия Церковь имеет только одного Главу – Иисуса Христа, она собрана в едином духе, стремясь к «союзу любви в единстве духа» (Еф. 3, 4) и храня его. Если пойду я к туркам и обрету там христианина – он будет един со мною, в единстве воли и веры. Приду ли я к папистам и встречу христианина – мы едины, и пребываем в одних мыслях и одном духе (1 Кор. 1, 10). Найду ли я христианина среди лютеран – мы едины друг с другом, и не разорвём союза любви ради каких-то жалких установлений, придуманных служителями человеческой церкви.
 
Человеческая церковь нуждается в мирской защите и управляется по преданию человеческому (Кол. 2, 8), когда одни распоряжаются другими. Но в Церкви Божией нет необходимости устанавливать власть – она управляется Духом Святым. Христос пребывает её Господом; Он не поставил над Церковью ни Папу, ни Лютера, Ему не нужен никакой наместник, и никакого мирского меча не учредил Он над Своим Царством. Ничто не может и не должно овладевать Церковью Божией, стоящей в духе и вере. В этой Церкви никто не может быть господином, владыкой и повелителем других людей. Христос поставил Своих Апостолов над Церковью не для того, чтобы они властвовали над верующими, тем менее предназначено для этого мирское начальство. Князья народов господствуют, и власть имущие именуются «всемилостивейшими» и «владыками», а «между вами да не будет так» (Мф. 20, 25-26), но «каждый служите друг другу» (1 Петр. 4, 10); «Учитель же ваш – только Я» (Мф. 23, 10), говорит Христос».— «О жизни Христовой», гл. 29

«Церковь Божия есть невидимое собрание всех верующих всего мира, объединённых единством духа и союзом любви и мира. Сия Церковь основана на незыблемом краеугольном Камне, Иисусе Христе, и существует она не в той или иной стране и не в определённом месте, но по всей земле, потому что члены её находятся среди всех народов, языков, племён и сообществ. Сия Церковь невидима, на неё нельзя указать пальцем. Её члены познаются по любви и по жизни Христовой – не по внешнему слышанию или по участию в Таинствах. Христос говорит: «По тому узнают все, что вы Мои ученики, если будете иметь любовь между собою» (Ин. 13, 35) – а не по Таинствам или по внешнему согласию мира сего, когда все стремятся внутри своих сообществ быть едиными в учении и пребывают единодушными во лжи. 
Человеческая же церковь есть видимое собрание тех, кто слушает проповеди, ходит к исповеди, приобщается Таинству [Вечери]; она разделена на многие части, её можно назвать «многоголовой церковью», где каждое сообщество в своём определённом месте имеет своё учение, своего главу и учителей, и каждое сообщество думает про себя, что оно-то одно и есть Святая Кафолическая Церковь... Поскольку же Святая Вселенская Церковь, собранная в вере и любви, невидима, управляется не каким бы то ни было человеком, но Святым Духом, и не располагается в каком-то определённом месте, то из этого с необходимостью следует, что её члены рассеяны среди всех племён, народов, языков и сообществ как пшеница среди плевелов. Отсюда вытекает, что не должно отвергать целиком ту или иную часть человеческой церкви, ибо и среди лютеран Бог имеет Своих, и среди папистов есть истинно верующие, и среди цвинглиан, etc., также и среди всех народов. К тому же верующие суть христиане по внутреннему человеку, а не по внешнему, также как, напротив, сущие в человеческой церкви являются христианами по внешнему человеку, а не по внутреннему... Ах! оставьте расти вместе то и другое до жатвы (Мф. 13, 30) и прекратите вашу преждевременную ревность! Вы хотите блюсти чистоту Церкви, а сами не являетесь Церковью; вы хотите хранить чистоту веры, а сами не имеете веры; вы хотите учить об оправдании, а сами и понятия не имеете о новом рождении свыше! Подумайте о том, что из-за вас, волков, вера не может быть ни принята, ни преподана овцами Христовыми, [так что обречены они на одиночество, подобно] Лоту, который оставался в Содоме единственным верующим человеком, Иосифу в Египте, Даниилу в Вавилоне, единицам христиан среди турок!
 
Итак, ... всё зависит от внутреннего человека, а не от внешнего, неважно, в истинной кто Церкви или неистинной; и уж тем более безразлично, в том он или ином месте, в том или ином сообществе, среди папистов ли, или среди лютеран».— «О жизни Христовой», гл. 40

## Сочинения
- Два полезных трактата (1570, Zwei schöne Büchlein, издание 1618 года)
- О законе или воле Божией (1570)
- De vita beata (после 1570, Libellus de vita beata издание 1609 года)
- Комментарий к Немецкой Теологии (1571)
- Gnothi Seauton («Познай самого себя») (1571, Erkenne dich selbst. 3 Bde. Knuber, Neustadt 1615)
- Scholasterim christianum (1571)
- Об истинной спасительной вере (1572)
- Книга о молитве (1572/75, Ein schön Gebetsbüchlein, welches die Einfältigen unterrichtet, 1612)
- О почитании Бога (1572/77)
- Рукописное собрание проповедей (1573/74)
- О созерцании жизни Христовой (1574)
- О месторасположении мира (1576, Ein nützliches Traktätlein vom Ort der Welt, 1613)
- Informatorium (1576, Informatorium oder Kurzer Unterricht, 1616)
- О вере (1576)
- Заупокойная проповедь (Unterrichts-Predigt: Wie man christlich trauern und täglich solle im Herrn sterben, 1576)
- Натуральное толкование сотворения мира (1577)
- О происхождении всех вещей (1577, Studium universale, 1618)
- Золотой ключ к познанию (1578, Der güldene Griff, alle Ding ohne Irrtum zu erkennen. Krusicke, Halle 1613)
- О жизни Христовой (1578)
- Церковные или домашние проповеди (1578/79, Kirchen- oder Hauspostill", 1618)
- Об оставлении грехов (1582)
- Диалог о христианстве (1584, Dialogus de Christianismo, 1614)
- Libellus disputatorus, 1618
- De bono et malo in homine, 1618
- Tractatus de opere mirabili, 1619

## Современные издания
- Sämtliche Schriften. Stuttgart [etc.]: Frommann Holzboog, 1962—1978 (незакончено).
- Sämtliche Schriften. Neue Edition. Redaktion von Prof. Dr. Нorst Pfefferl. Stuttgart — Bad Cannstatt, Frommann Holzboog, 1996 — (продолжается).
- Ausgewählte Werke. Redaktion von Prof. Dr. Siegfried Wollgast. Berlin, 1977.

## Русский перевод
Валентин Вайгель. Избранные произведения. Предисловие, перевод, примечания игумена Петра (Мещеринова). М., изд. «Рудомино», 2016. ISBN 978-5-00087-108-9. Электронная версия: http://igpetr.org/book/valentin-weigel/